# Megalastrum biseriale
Megalastrum biseriale är en träjonväxtart som först beskrevs av Bak., och fick sitt nu gällande namn av Alan Reid Smith och R. C. Moran. Megalastrum biseriale ingår i släktet Megalastrum och familjen Dryopteridaceae. Inga underarter finns listade.